# Ethnographie de la communication
 (octobre 2023).
La mise en forme du texte ne suit pas les recommandations de Wikipédia : il faut le « wikifier ».
Les points d'amélioration suivants sont les cas les plus fréquents. Le détail des points à revoir est peut-être précisé sur la page de discussion.
- Les titres sont pré-formatés par le logiciel. Ils ne sont ni en capitales, ni en gras.
- Le texte ne doit pas être écrit en capitales (les noms de famille non plus), ni en gras, ni en italique, ni en « petit »…
- Le gras n'est utilisé que pour surligner le titre de l'article dans l'introduction, une seule fois.
- L'italique est rarement utilisé : mots en langue étrangère, titres d'œuvres, noms de bateaux, etc.
- Les citations ne sont pas en italique mais en corps de texte normal. Elles sont entourées par des guillemets français : « et ».
- Les listes à puces sont à éviter, des paragraphes rédigés étant largement préférés. Les tableaux sont à réserver à la présentation de données structurées (résultats, etc.).
- Les appels de note de bas de page (petits chiffres en exposant, introduits par l'outil «  Source ») sont à placer entre la fin de phrase et le point final[comme ça].
- Les liens internes (vers d'autres articles de Wikipédia) sont à choisir avec parcimonie. Créez des liens vers des articles approfondissant le sujet. Les termes génériques sans rapport avec le sujet sont à éviter, ainsi que les répétitions de liens vers un même terme.
- Les liens externes sont à placer uniquement dans une section « Liens externes », à la fin de l'article. Ces liens sont à choisir avec parcimonie suivant les règles définies. Si un lien sert de source à l'article, son insertion dans le texte est à faire par les notes de bas de page.
- La présentation des références doit suivre les conventions bibliographiques. Il est recommandé d'utiliser les modèles {{Ouvrage}}, {{Chapitre}}, {{Article}}, {{Lien web}} et/ou {{Bibliographie}}. Le mode d'édition visuel peut mettre en forme automatiquement les références.
- Insérer une infobox (cadre d'informations à droite) n'est pas obligatoire pour parachever la mise en page.

Pour une aide détaillée, merci de consulter Aide:Wikification.
Si vous pensez que ces points ont été résolus, vous pouvez retirer ce bandeau et améliorer la mise en forme d'un autre article.
L'ethnographie de la communication, d'abord appelée ethnographie de la parole, est l'analyse de la communication dans le contexte plus large des pratiques et croyances sociales et culturelles des membres d'une culture ou d'une communauté linguistique particulière. Elle est issue de la recherche ethnographique,. C'est une méthode d'analyse du discours en linguistique qui s'appuie sur une part anthropologique de l'ethnographie. Contrairement à l’ethnographie proprement dite, l’ethnographie de la communication prend en compte à la fois la forme communicative, qui peut inclure, mais sans s’y limiter, la langue parlée, et sa fonction au sein de la culture donnée.
Les objectifs généraux de cette méthode de recherche qualitative incluent la capacité de discerner quels actes et/ou codes de communication sont importants pour différents groupes, quels types de significations les groupes appliquent à différents événements de communication et comment les membres du groupe apprennent ces codes, afin de fournir un aperçu de communautés particulières. Ces informations supplémentaires peuvent être utilisées pour améliorer la communication avec les membres du groupe, donner un sens aux décisions des membres du groupe et distinguer les groupes les uns des autres, entre autres.

## Origines
Dell Hymes a proposé l'ethnographie de la communication comme approche d'analyse des modèles d'utilisation du langage au sein des communautés linguistiques, afin de soutenir son idée de compétence de communication, qui elle-même était une réaction à la distinction de Noam Chomsky entre compétence linguistique et performance linguistique.
Initialement appelée « ethnographie de la parole » dans l'article éponyme de Dell Hymes de 1962, elle a été redéfinie dans son article de 1964, Introduction : Vers des ethnographies de la communication pour tenir compte des caractéristiques non vocales et non verbales de la communication, bien que la plupart des chercheurs en ethnographie de la communication aient encore tendance à se concentrer sur la parole, étant généralement considérée comme « un moyen de communication important, voire primordial ».
Le terme « ethnographie de la communication » se veut descriptif des caractéristiques que doit prendre une approche du langage d’un point de vue anthropologique. Selon Dell Hymes, il doit 1) « enquêter directement sur l'utilisation du langage dans des contextes de situations afin de discerner des modèles propres à l'activité de parole » et 2) « prendre comme contexte une communauté, en étudiant ses habitudes de communication dans leur ensemble. " En d’autres termes, plutôt que de dissocier la forme linguistique de sa fonction, l’analyse de la communication d’une culture ou d’une communauté, linguistique ou autre, doit se faire par rapport au contexte socioculturel de son utilisation et aux fonctions des significations véhiculées. Comme le dit Deborah Cameron : « Si vous êtes principalement préoccupé par la façon dont un certain événement de discours s'inscrit dans tout un réseau de croyances et de pratiques culturelles, vous passerez plus de temps à décrire des choses qui sont extérieures au discours lui-même : qui sont les locuteurs, où ils se trouvent, quelles croyances et coutumes sont importantes dans leur vie. »

## Usage
Dans leur livre Qualitative Communication Research Methods, les spécialistes en communication Thomas R. Lindlof et Bryan C. Taylor expliquent : « L'ethnographie de la communication conceptualise la communication comme un flux continu d'informations, plutôt que comme un échange segmenté de messages. » Selon Deborah Cameron, l'ethnographie de la communication peut être considérée comme l'application de méthodes ethnographiques aux modèles de communication d'un groupe. Littlejohn et Foss rappellent que Dell Hymes suggère que « les cultures communiquent de différentes manières, mais toutes les formes de communication nécessitent un code partagé, des communicateurs qui connaissent et utilisent le code, un canal, un cadre, une forme de message, un sujet et un événement ». créé par la transmission du message.
Selon Lindlof et Taylor, « les études en ethnographie de la communication produisent une analyse très détaillée des codes de communication et de leurs fonctions instantanées dans divers contextes. Dans ces analyses, les communautés de parole sont constituées dans des performances locales et continues d'éléments culturels et des questions morales. » 
L'ethnographie de la communication peut être utilisée comme moyen d'étudier les interactions entre les membres d'une culture spécifique ou d'une « communauté linguistique », c'est-à-dire tout groupe de personnes qui crée et établit ses propres codes et normes de parole. Gerry Philipsen explique que « chaque communauté a ses propres valeurs culturelles en matière de parole et celles-ci sont liées à des jugements d'adéquation à la situation. »
La signification et la compréhension de la présence ou de l’absence de parole au sein des différentes communautés varient. Les modèles et normes culturels locaux doivent être compris pour analyser et interpréter la pertinence de l'acte de langage au sein de communautés spécifiques. Ainsi, « l'affirmation selon laquelle la parole n'est nulle part valorisée de la même manière dans tous les contextes sociaux suggère une stratégie de recherche visant à découvrir et à décrire les différences culturelles ou sous-culturelles dans la valeur de la parole. La parole est une parmi d'autres ressources symboliques qui sont allouées et distribuées dans les situations sociales selon à des modèles culturels distinctifs. »
Hymes a également utilisé l'ethnographie de la communication pour argumenter contre l’idée forte de l'hypothèse Sapir-Whorf selon laquelle la langue d'une personne détermine ses capacités cognitives. Alors que Hymes croyait que la langue affectait la vision du monde, il affirmait que l'ampleur de cet effet dépendait « des circonstances de son acquisition et de sa place dans le répertoire linguistique d'une personne et d'une communauté ».

## Le modèle SPEAKING
Un modèle que Hymes a développé comme cadre pour l'analyse d'un événement de parole dans son contexte culturel est le modèle mnémonique SPEAKING. Le modèle se compose de seize éléments, que Hymes croyait nécessaires à prendre en compte afin de décrire avec précision et de manière satisfaisante tout événement vocal particulier : forme du message, contenu du message, cadre, scène, locuteur/expéditeur, adresseur, auditeur/récepteur/auditoire, destinataire, résultats, buts, clé, canaux, formes de discours, normes d'interaction, normes d'interprétation et genres. Ces seize composantes sont organisées en huit divisions pour former l'acronyme SPEAKING.
- S - setting and scene, décor et scène : où se situe l'événement de parole dans le temps et dans l'espace
- P - participants : qui prend part à l'événement de discours et dans quel rôle (par exemple orateur, destinataire, public, observateur indiscret)
- E - ends, fins : quel est le but de l'événement de discours et quel est son résultat
- A - act sequence, séquence d'actes : quels actes de parole constituent l'événement de parole et dans quel ordre ils sont exécutés
- K - key, clé : le ton ou la manière de jouer (sérieux ou plaisantant, sincère ou ironique, etc.)
- I - instrumentalities, instruments : quel canal ou moyen de communication est utilisé (par exemple parler, signer, écrire, jouer du tambour, siffler), et quelle langue/variété est sélectionnée dans le répertoire des participants
- N - normes of interaction, normes d'interaction : quelles sont les règles de production et d'interprétation des actes de langage
- G - genres : à quel « type » appartient un événement de discours (par exemple, une interview, une rumeur), et à partir de quelles autres formes de discours conventionnelles préexistantes est-il créé pour produire des contributions appropriées au discours (par exemple, les gens font-ils référence à une mythologie, une poésie, un livre sacré ?)[2]

Bien que le modèle SPEAKING soit un modèle précieux pour l'ethnographie de la communication, ainsi que le cadre descriptif le plus couramment utilisé en ethnographie de la communication, Cameron prévient que le modèle de Hymes devrait être utilisé davantage comme un guide que comme un modèle, car s'y conformer trop étroitement peut créer une vision restrictive du sujet de son étude. L'ethnographie de la communication, selon Cameron, ne devrait pas seulement s'efforcer de « répondre à des questions « descriptives » telles que « quels événements de parole se produisent dans telle ou telle communauté ? et « quelles sont les composantes des événements de parole X, Y et Z ? » », mais aussi pour expliquer « pourquoi des événements particuliers se produisent et pourquoi ils ont des caractéristiques particulières ».

## Études notables
Plusieurs études de recherche ont utilisé l'ethnographie de la communication comme outil méthodologique lors de la conduite de recherches empiriques. Des exemples de ce travail incluent l'étude de Philipsen, qui a examiné la manière dont les ouvriers vivant près de Chicago parlaient ou ne parlaient pas en fonction du contexte de communication et du statut relationnel de l'identité personnelle (c'est-à-dire s'ils étaient considérés comme ayant un statut social symétrique ou asymétrique). D'autres exemples incluent l'étude de Katriel sur les actes de communication israéliens impliquant des plaintes et des plaisanteries sur des problèmes nationaux et publics, ainsi que les études comparatives de Carbaugh sur la communication dans une variété de contextes interculturels. Ces études identifient non seulement les actes de communication, les codes, les règles, les fonctions et les normes, mais elles proposent également différentes manières d'appliquer la méthode. Kuna Ways of Speaking de Joel Sherzer étudie les manières de parler parmi les Kuna du Panama. Il s'agit d'une étude historique qui se concentre sur les méthodes de guérison, les discours quotidiens, les rites de puberté et les discours à la maison. Il s’agissait de la première monographie qui adoptait explicitement une ethnographie du point de vue de la parole sur l’ensemble des pratiques verbales au sein d’un groupe de personnes.

## Voir également
- Méthodes qualitatives
- Théorie de la communication
- Hypothèse de Sapir-Whorf
- Pragmatique